# Sonic Underground
Sonic Underground är den tredje animerade TV-serien med Sonic the Hedgehog.

## Handling
Sonic får en dag reda på att han har en bror som heter Manic och en syster som heter Sonia och att alla är barn till drottningen Queen Aleena Hedgehog, som en gång i tiden var en rättvis härskare över planeten Mobius. En dag kom Dr. Robotnik och hans robotar till Mobius och tog över planeten. Han tvingade bort Aleena från tronen och hon fick gömma sig och sina barn. Dr. Robotnik började göra om Mobius rättvisa lagar till de mest orättvisa lagarna. De som sa emot honom blev till robotar.
När Sonic, Manic och Sonia växer upp visar ett orakel i Delphius dem en profetia; nämligen att de en dag, när de återförenas med sin mor, ska störta Robotnik och ta tillbaka sin rätta plats som ledare över planeten. Så Sonic, Manic och Sonia ger sig ut på äventyr för att hitta Aleena. De söker över hela planeten efter henne, men det är inte lätt eftersom Robotniks medhjälpare Sleet och Dingo hela tiden är dem hack i häl, och de ger sig inte förrän de har alla tre fast. De vill hindra att profetian uppfylls.
De tre syskonen har kraftfulla medaljonger på sig som de kan spela med och ha som vapen. Vapnen funkar bara om alla tre är i harmoni med varandra, att de alltså inte bråkar. Sonic har en elgitarr som medaljong, som även kan fungera som en pistol. Sonia har en keyboard som fungerar som en pistol samt rökmaskin. Manic har ett trumset som kan användas som pistol samt att han kan kontrollera jorden och leda bort laserskott med cymbalerna. De använder inte bara sina instrument till att bekämpa Robotnik utan har dem även som instrument till sitt eget rockband: Sonic Underground.

## Huvudkaraktärer
- Sonic the Hedgehog: Världens snabbaste igelkott och ledare för Sonic Underground. Han är sångare i bandet. Hans medaljong förvandlas till en lasersprängande elgitarr med strängen som är röd. Så snabbt som han kan springa överlistar han enkelt Robotniks styrkor. Han älskar chili dogs, men är livrädd för vatten eftersom han inte kan simma. Sonic bär antigravitationssneakers som gör att han kan sväva över marken när han springer. I en alternativ verklighet var Sonic och hans syskon härskare av Mobius, men Sonic hade blivit sjukligt överviktig på grund av att han åt för många chili dogs. De hade även förbjudit all musik på den planeten. Sonics mest använda fraser i serien är "way past cool", "Bummer Majores!", "I'm waiting!", "It's juice and jame time!" och "Let's do it to it!". Liksom i de tidigare serierna gör Jaleel White Sonics röst, men sångrösten tillhör Sam Vincent. Detta är också sista gången Jaleel White gör Sonics röst. Han ersätts av Martin Burke i Sonic the Movie och Jason Griffith i Sonic X.

- Sonia the Hedgehog: Den kvinnliga medlemmen i Sonic Underground och syster till Sonic och Manic. Till skillnad från sina bröder togs hon upp av en aristokratisk familj, som gav henne en överklassmentalitet. Hon hatar att bli smutsig, är skicklig på gymnastik och karate, har övermänsklig styrka, ett fotografiskt minne och en förmåga att snurra på ett sätt som liknar den tasmanska djävulen Taz och Espio the Chameleon. Hennes medaljong kan förvandlas till ett lasersprängande keyboard med gula strängar. Sonia har en rosa motorcykel som kan gå lika snabbt som Sonic kan springa (denna förstördes i det 36:e avsnittet). I en alternativ verklighet, där hon och hennes bröder är härskare över Mobius, var hon mer fåfäng än normalt. Hennes röst görs av Jaleel White. Hennes sångröst görs av Stevie Vallance.

- Manic the Hedgehog: Manic är en cool och beräknande igelkott som växte upp hos tjuvar. Tjuvarna lärde honom att bli en mästare på att stjäla. När Manic träffade sina syskon ogillade de hans beteende, men Manics skicklighet i att låsa upp stängda dörrar utan nyckel var till stor nytta. Manic har varken Sonic snabbhet, eller Sonias spinn, vilket gör honom till den enda medlemmen i Sonic Underground utan superkrafter på egen hand. Manic är trummis i bandet. Hans medaljong döljer hans trummor, vilka kan orsaka jordbävningar. Oraklet i Delphius hävdar att hans trummor är det mest kraftfulla instrumentet av de tre. Strängen på hans medaljong är blå. I en alternativ verklighet, då han och hans syskon är härskare över Mobius, beskattar han folket i stor utsträckning för sin egen girighet och njutning. I vissa episoder kopierar han Sonics mening "I'm waiting". Som Sonic och Sonia görs hans röst av Jaleel White. Hans sångröst görs av Tyley Ross.

## Andra karaktärer
- Drottning Aleena Hedgehog: Mamman till de tre i Sonic Underground, och före detta härskare av Mobius innan Robotnik tog över. Hon var tvungen att skicka iväg sina barn för att profetian skulle bli sann. Hon är i serien på flykt från sina barn, tills det är dags att avslöja sig själv. Hennes karaktär har många allierade, inklusive oraklet av Delphius och Knuckles. Hon är även berättarrösten i början av alla avsnitten (även i slutet av episoden "Tangled Webs").

- Knuckles the Echidna: väktare av Master Emerald och the Floating Island. Han beskyddar ön, sitt hem, väldigt väl med många fällor på ön. Han har en dinosaurie till husdjur som heter Chomps. Hans farfars far Athair råder honom att stanna på ön för att kunna spela sin roll i friheten om Mobius. Den Chaos Emerald som Knuckles beskyddar är "Master Emerald". Namnet ändrades bara på grund av det faktum att Chaos Emerald inte var etablerad i serien. Hans röst görs av Brian Drummond.

- Oracle of Delphius: En udda, vårt-täckt, reptilliknande myrslok klädd i en mantel. Oraklet spådde att när Robotnik invaderat Mobius, ska Aleena och hennes barn bilda Council of Four för att störta Robotnik och frita Mobius. Oraklet bor i en grotta någonstans i en kall region av Mobius, och är ganska bra på att göra chili dogs.

- Bartleby: En förnäm mink som är en av staden Robotropolis rikaste aristokrater. Bartleby var Sonias tidigare fästman, som ogillar hennes bröder och arbetar som agent åt Robotnik. Han talar med en högborgerlig engelsk brytning, och kombinationen av hans pompösa beteende och enorma rikedomar gör att han betraktas som en stereotyp av det högborgerliga engelska folket.

- Cyrus: Cyrus är ett lejon och en tekniker för Freedom Fighters. Han är en gammal vän till Sonic. I sina första framträdande arbetade han som spion åt Robotnik, men slutade då han upptäckte att Freedom Fighters fristad var ett tillhåll för barn. Cyrus har uppträtt flera gånger efteråt. Hans far blev robotiserad. Hans röst görs av Ian James Corlett som tidigare gjort rösten till Coconuts i Adventure of Sonic the Hedgehog.

## Fiender
Dr Julian Ivo Robotnik / Dr. Eggman: Robotnik är härskare över Mobius, efter att ha erövrat planeten med sin armé av SWATbots. Robotnik bor i staden Robotropolis. Han fångar Freedom Fighters och robotiserar dem och gör dem till sina robottjänare. Robotniks främsta tjänare är Sleet och Dingo. Robotnik har problem med övervikt och det gör att han har stora problem att stå på ostadig mark. (Exempel: när Manic spelar på sina trummor och orsakar jordbävningar studsar Robotnik omkring som en boll.) Hans röst görs av Gary Chalk som även gjorde rösten till Grounder i serien Adventures of Sonic the Hedgehog.
Sleet: En av Robotniks prisjägare. Denna listiga varg leder den klumpige Dingo på uppdrag att fånga igelkottarna. Sleet har en liten apparat som kan förvandla Dingo till vad som helst som Sleet önskar. Sleet kan tyckas vara en riktig skurk i början, men han misslyckas alltid på sina uppdrag och det är sällan han lyckas. Han kommer alltid undan från att bli robotiserad hur arg han än gör Robotnik. Sleet han hela tiden blivit krossad, eller mosad av Dingo och han är oftast den som lider mest av deras misslyckanden. Sleets röst gjordes av Maurice LaMarche som pratade med en Peter Lorre-liknande röst.
Dingo: En av Robotniks prisjägare. Dingo är en stor, löjlig och stelbent hundliknande blondin med australisk accent. Han är delvis robotiserad (hans händer och hans vänstra ben från knäet och ner), vilket aldrig har förklarats. Dingo är oförklarligt kär i Sonia, men är mycket lojal mot sin partner Sleet. Dingos röst gjordes av Peter Wilds.

## Avsnitt
1. Beginnings
2. Getting to Know You
3. Harmony or Something
4. Wedding Bell Blues
5. To Catch a Queen
6. Mobodoon
7. The Price of Freedom
8. Underground Masquerade
9. Tangled Webs
10. The Deepest Fear
11. Who Do You Think You Are
12. The Last Resort
13. Come out Wherever You Are
14. Winner Fakes All
15. A Hedgehog's Home Is Her Castle
16. Artifact
17. Bug!
18. Sonic Tonic
19. Friend or Foe
20. Head Games
21. When in Rome...
22. The Jewel in the Crown
23. Three Hedgehogs and a Baby
24. Dunes Day
25. Mummy Dearest
26. The Hedgehog in the Iron Mask
27. Six in a Crowd
28. Flying Fortress
29. No Hedgehog Is an Island
30. New Echidna in Town
31. Country Crisis
32. Haircraft in Space
33. Healer
34. Sonia's Choice
35. The Big Melt
36. Sleepers
37. Bartleby the Prisoner
38. The Art of Destruction
39. The Pendant
40. Virtual Danger

### Fotnoter
1. ↑  Sonic Le Rebelle, Planète Jeunesse (på franska), läs online.[källa från Wikidata]
2. ↑  ”Sonic Underground” (på engelska). Playstation. Arkiverad från originalet den 17 oktober 2017. https://web.archive.org/web/20171017094602/http://us.playstation.com/ps3/shows-and-tv-series/sonic-underground.html. Läst 13 januari 2017.